# Arctosa perita
Arctosa perita este o specie de păianjeni din genul Arctosa, familia Lycosidae. A fost descrisă pentru prima dată de Latreille, 1799. Conține o singură subspecie: A. p. arenicola.